# Doğukan Sinik
Doğukan Sinik (Antalya, 21 de enero de 1999) es un futbolista turco. Juega de extremo y su equipo es el Antalyaspor de la Superliga de Turquía. Es internacional absoluto por la selección de Turquía desde 2022.

## Trayectoria
Tras ocho temporadas en el Antalyaspor y ya como seleccionado nacional, Sinik fichó en el Hull City inglés el 20 de julio de 2022.
En enero de 2023, fue cedido de regreso al Antalyspor.

## Selección nacional
Debutó en la selección de Turquía el 29 de marzo de 2022 ante Italia por un encuentro amistoso.

## Estadísticas
Actualizado al último partido disputado el 4 de febrero de 2023.
| Club                      | Div.          | Temporada     | Liga  | Liga  | Copas nacionales | Copas nacionales | Copas internacionales | Copas internacionales | Total | Total |
| Club                      | Div.          | Temporada     | Part. | Goles | Part.            | Goles            | Part.                 | Goles                 | Part. | Goles |
| ------------------------- | ------------- | ------------- | ----- | ----- | ---------------- | ---------------- | --------------------- | --------------------- | ----- | ----- |
| Antalyaspor Turquía       | 1.ª           | 2014-15       | 1     | 0     | —                | —                | —                     | —                     | 1     | 0     |
| Antalyaspor Turquía       | 1.ª           | 2015-16       | 1     | 0     | —                | —                | —                     | —                     | 1     | 0     |
| Antalyaspor Turquía       | 1.ª           | 2016-17       | 1     | 0     | —                | —                | —                     | —                     | 1     | 0     |
| Antalyaspor Turquía       | 1.ª           | 2017-18       | 0     | 0     | —                | —                | —                     | —                     | 0     | 0     |
| Antalyaspor Turquía       | 1.ª           | 2018-19       | 33    | 0     | 2                | 1                | —                     | —                     | 35    | 1     |
| Antalyaspor Turquía       | 1.ª           | 2019-20       | 21    | 0     | 4                | 0                | —                     | —                     | 25    | 0     |
| Antalyaspor Turquía       | 1.ª           | 2020-21       | 21    | 1     | 3                | 0                | —                     | —                     | 24    | 1     |
| Antalyaspor Turquía       | 1.ª           | 2021-22       | 32    | 3     | 4                | 0                | —                     | —                     | 36    | 3     |
| Antalyaspor Turquía       | 1.ª           | 2022-23       | 4     | 1     | 0                | 0                | —                     | —                     | 4     | 1     |
| Antalyaspor Turquía       | Total club    | Total club    | 114   | 5     | 13               | 1                | 0                     | 0                     | 127   | 6     |
| Antalya Kemerspor Turquía | 1.ª           | 2017-18       | 30    | 2     | 1                | 0                | —                     | —                     | 31    | 2     |
| Antalya Kemerspor Turquía | Total club    | Total club    | 30    | 2     | 1                | 0                | 0                     | 0                     | 31    | 2     |
| Hull City Inglaterra      | 1.ª           | 2022-23       | 12    | 0     | 0                | 0                | —                     | —                     | 12    | 0     |
| Hull City Inglaterra      | Total club    | Total club    | 12    | 0     | 0                | 0                | 0                     | 0                     | 12    | 0     |
| Total carrera             | Total carrera | Total carrera | 159   | 7     | 14               | 1                | 0                     | 0                     | 170   | 8     |